# Budynek dawnej plebanii Nowomiejskiej Gminy Ewangelickiej w Toruniu
Budynek dawnej plebanii Nowomiejskiej Gminy Ewangelickiej w Toruniu – dawna plebania Nowomiejskiej Gminy Ewangelickiej położona w rogu placu św. Katarzyny 3 i ulicy Szpitalnej w Toruniu. Została zbudowana w 1901 roku. 20 sierpnia 1997 roku budynek wpisano do rejestru zabytków (A/57).